# Daryl Murphy
Daryl Michael Murphy (Waterford, 15 marzo 1983) è un ex calciatore irlandese, di ruolo attaccante o ala.

## Caratteristiche tecniche
È un'ala sinistra.

## Carriera

### Club
Dopo aver vestito le maglie di Sunderland, Sheffield Wednesday, Ipswich Town, Waterford United (Irlanda) e Celtic con alterne fortune, fa ritorno all'Ipswich Town dove convince alla prima stagione (7 reti in campionato), fa meglio nella seconda (13 gol) ed esplode definitivamente al suo terzo anno di Championship, andando a vincere la classifica marcatori con 27 realizzazioni in 44 sfide di campionato, segnando 6 doppiette e trascinando il club ai play-off per la promozione in Premier League.

### Nazionale
Viene convocato per gli Europei 2016 in Francia.

## Statistiche

### Presenze e reti nei club
Statistiche aggiornate al 7 novembre 2015.
| Stagione            | Squadra             | Campionato          | Campionato | Campionato | Coppe nazionali | Coppe nazionali | Coppe nazionali | Coppe continentali | Coppe continentali | Coppe continentali | Altre coppe | Altre coppe | Altre coppe | Totale | Totale |
| Stagione            | Squadra             | Comp                | Pres       | Reti       | Comp            | Pres            | Reti            | Comp               | Pres               | Reti               | Comp        | Pres        | Reti        | Pres   | Reti   |
| ------------------- | ------------------- | ------------------- | ---------- | ---------- | --------------- | --------------- | --------------- | ------------------ | ------------------ | ------------------ | ----------- | ----------- | ----------- | ------ | ------ |
| 2010-2011           | Celtic              | SPL                 | 18         | 3          | SC+SLC          | 0+1             | 0               | UCL+UEL            | 2+0                | 0                  | -           | -           | -           | 21     | 3      |
| 2011-2012           | Ipswich Town        | FLC                 | 33         | 4          | FACup+CdL       | 1+0             | 0               | -                  | -                  | -                  | -           | -           | -           | 34     | 4      |
| ago. 2012           | Celtic              | SPL                 | 1          | 0          | SC+SLC          | 0               | 0               | UCL                | 1                  | 0                  | -           | -           | -           | 2      | 0      |
| Totale Celtic       | Totale Celtic       | Totale Celtic       | 19         | 3          |                 | 1               | 0               |                    | 3                  | 0                  |             | -           | -           | 23     | 3      |
| ago. 2012-2013      | Ipswich Town        | FLC                 | 39         | 7          | FACup+CdL       | 1+0             | 0               | -                  | -                  | -                  | -           | -           | -           | 40     | 7      |
| 2013-2014           | Ipswich Town        | FLC                 | 45         | 13         | FACup+CdL       | 0+1             | 0               | -                  | -                  | -                  | -           | -           | -           | 46     | 13     |
| 2014-2015           | Ipswich Town        | FLC                 | 44+2       | 27         | FACup+CdL       | 2+0             | 0               | -                  | -                  | -                  | -           | -           | -           | 48     | 27     |
| 2015-2016           | Ipswich Town        | FLC                 | 14         | 3          | FACup+CdL       | 0+1             | 0               | -                  | -                  | -                  | -           | -           | -           | 15     | 3      |
| Totale Ipswich Town | Totale Ipswich Town | Totale Ipswich Town | 175+2      | 54         |                 | 6               | 0               |                    | -                  | -                  |             | -           | -           | 183    | 54     |
| Totale carriera     | Totale carriera     | Totale carriera     | 194+2      | 57         |                 | 7               | 0               |                    | 3                  | 0                  |             | -           | -           | 206    | 57     |

### Cronologia presenze e reti in Nazionale
| Cronologia completa delle presenze e delle reti in nazionale ― Irlanda | Cronologia completa delle presenze e delle reti in nazionale ― Irlanda | Cronologia completa delle presenze e delle reti in nazionale ― Irlanda | Cronologia completa delle presenze e delle reti in nazionale ― Irlanda | Cronologia completa delle presenze e delle reti in nazionale ― Irlanda | Cronologia completa delle presenze e delle reti in nazionale ― Irlanda | Cronologia completa delle presenze e delle reti in nazionale ― Irlanda | Cronologia completa delle presenze e delle reti in nazionale ― Irlanda |
| Data                                                                   | Città                                                                  | In casa                                                                | Risultato                                                              | Ospiti                                                                 | Competizione                                                           | Reti                                                                   | Note                                                                   |
| ---------------------------------------------------------------------- | ---------------------------------------------------------------------- | ---------------------------------------------------------------------- | ---------------------------------------------------------------------- | ---------------------------------------------------------------------- | ---------------------------------------------------------------------- | ---------------------------------------------------------------------- | ---------------------------------------------------------------------- |
| 23-5-2007                                                              | East Rutherford                                                        | Ecuador                                                                | 1 – 1                                                                  | Irlanda                                                                | Amichevole                                                             | -                                                                      | 83’                                                                    |
| 26-5-2007                                                              | Foxborough                                                             | Bolivia                                                                | 1 – 1                                                                  | Irlanda                                                                | Amichevole                                                             | -                                                                      | 46’                                                                    |
| 22-8-2007                                                              | Aarhus                                                                 | Danimarca                                                              | 0 – 4                                                                  | Irlanda                                                                | Amichevole                                                             | -                                                                      | 56’                                                                    |
| 8-9-2007                                                               | Bratislava                                                             | Slovacchia                                                             | 2 – 2                                                                  | Irlanda                                                                | Qual. Euro 2008                                                        | -                                                                      | 89’                                                                    |
| 13-10-2007                                                             | Dublino                                                                | Irlanda                                                                | 0 – 0                                                                  | Germania                                                               | Qual. Euro 2008                                                        | -                                                                      | 90+2’                                                                  |
| 24-5-2008                                                              | Dublino                                                                | Irlanda                                                                | 1 – 1                                                                  | Serbia                                                                 | Amichevole                                                             | -                                                                      | 69’                                                                    |
| 29-5-2008                                                              | Londra                                                                 | Irlanda                                                                | 1 – 0                                                                  | Colombia                                                               | Amichevole                                                             | -                                                                      | 85’                                                                    |
| 20-8-2008                                                              | Oslo                                                                   | Norvegia                                                               | 1 – 1                                                                  | Irlanda                                                                | Amichevole                                                             | -                                                                      | 64’                                                                    |
| 5-3-2014                                                               | Dublino                                                                | Irlanda                                                                | 1 – 2                                                                  | Serbia                                                                 | Amichevole                                                             | -                                                                      | 73’                                                                    |
| 25-5-2014                                                              | Dublino                                                                | Irlanda                                                                | 1 – 2                                                                  | Turchia                                                                | Amichevole                                                             | -                                                                      | 66’                                                                    |
| 3-9-2014                                                               | Dublino                                                                | Irlanda                                                                | 2 – 0                                                                  | Oman                                                                   | Amichevole                                                             | -                                                                      | 86’                                                                    |
| 11-10-2014                                                             | Dublino                                                                | Irlanda                                                                | 7 – 0                                                                  | Gibilterra                                                             | Qual. Euro 2016                                                        | -                                                                      | 63’                                                                    |
| 18-11-2014                                                             | Dublino                                                                | Irlanda                                                                | 4 – 1                                                                  | Stati Uniti                                                            | Amichevole                                                             | -                                                                      | 77’                                                                    |
| 7-6-2015                                                               | Dublino                                                                | Irlanda                                                                | 0 – 0                                                                  | Inghilterra                                                            | Amichevole                                                             | -                                                                      | 56’                                                                    |
| 13-6-2015                                                              | Dublino                                                                | Irlanda                                                                | 1 – 1                                                                  | Scozia                                                                 | Qual. Euro 2016                                                        | -                                                                      | 80’                                                                    |
| 8-10-2015                                                              | Dublino                                                                | Irlanda                                                                | 1 – 0                                                                  | Germania                                                               | Qual. Euro 2016                                                        | -                                                                      | 65’                                                                    |
| 13-11-2015                                                             | Zenica                                                                 | Bosnia ed Erzegovina                                                   | 1 – 1                                                                  | Irlanda                                                                | Qual. Euro 2016                                                        | -                                                                      |                                                                        |
| 16-11-2015                                                             | Dublino                                                                | Irlanda                                                                | 2 – 0                                                                  | Bosnia ed Erzegovina                                                   | Qual. Euro 2016                                                        | -                                                                      | 55’                                                                    |
| 25-3-2016                                                              | Dublino                                                                | Irlanda                                                                | 1 – 0                                                                  | Svizzera                                                               | Amichevole                                                             | -                                                                      | 27’ 79’                                                                |
| 31-5-2016                                                              | Cork                                                                   | Irlanda                                                                | 1 – 2                                                                  | Bielorussia                                                            | Amichevole                                                             | -                                                                      | 68’                                                                    |
| 22-6-2016                                                              | Lilla                                                                  | Italia                                                                 | 0 – 1                                                                  | Irlanda                                                                | Euro 2016 - 1º turno                                                   | -                                                                      | 70’                                                                    |
| 26-6-2016                                                              | Lione                                                                  | Francia                                                                | 2 – 1                                                                  | Irlanda                                                                | Euro 2016 - Ottavi di finale                                           | -                                                                      | 65’                                                                    |
| 5-9-2016                                                               | Belgrado                                                               | Serbia                                                                 | 2 – 2                                                                  | Irlanda                                                                | Qual. Mondiali 2018                                                    | 1                                                                      | 76’                                                                    |
| 1-6-2017                                                               | East Rutherford                                                        | Messico                                                                | 3 – 1                                                                  | Irlanda                                                                | Amichevole                                                             | -                                                                      | 64’                                                                    |
| 4-6-2017                                                               | Dublino                                                                | Irlanda                                                                | 3 – 1                                                                  | Uruguay                                                                | Amichevole                                                             | -                                                                      | 61’                                                                    |
| 11-6-2017                                                              | Dublino                                                                | Irlanda                                                                | 1 – 1                                                                  | Austria                                                                | Qual. Mondiali 2018                                                    | -                                                                      | 56’                                                                    |
| 2-9-2017                                                               | Tbilisi                                                                | Georgia                                                                | 1 – 1                                                                  | Irlanda                                                                | Qual. Mondiali 2018                                                    | -                                                                      | 79’                                                                    |
| 5-9-2017                                                               | Dublino                                                                | Irlanda                                                                | 0 – 1                                                                  | Serbia                                                                 | Qual. Mondiali 2018                                                    | -                                                                      | 62’                                                                    |
| 6-10-2017                                                              | Dublino                                                                | Irlanda                                                                | 2 – 0                                                                  | Moldavia                                                               | Qual. Mondiali 2018                                                    | 2                                                                      | 79’                                                                    |
| 9-10-2017                                                              | Cardiff                                                                | Galles                                                                 | 0 – 1                                                                  | Irlanda                                                                | Qual. Mondiali 2018                                                    | -                                                                      | 72’ 90+2’                                                              |
| 11-11-2017                                                             | Copenaghen                                                             | Danimarca                                                              | 0 – 0                                                                  | Irlanda                                                                | Qual. Mondiali 2018                                                    | -                                                                      | 74’                                                                    |
| 14-11-2017                                                             | Dublino                                                                | Irlanda                                                                | 1 – 5                                                                  | Danimarca                                                              | Qual. Mondiali 2018                                                    | -                                                                      |                                                                        |
| Totale                                                                 |                                                                        | Presenze                                                               | 32                                                                     |                                                                        | Reti                                                                   | 3                                                                      |                                                                        |

## Palmarès

### Club
- Coppa di Scozia: 1

Celtic: 2010-2011
- Football League Championship: 1

Newcastle Utd: 2016-2017

### Individuale
- Capocannoniere della Football League Championship: 1

2014-2015 (27 gol)